# Simone Helfenschneider-Ofner
Simone Helfenschneider-Ofner (* 19. Oktober 1982 in Mariahof als Simone Helfenschneider) ist eine ehemalige österreichische Duathletin, Triathletin und fünffache Duathlon-Staatsmeisterin (2011–2013).

## Werdegang
Die Steirerin Simone Helfenschneider-Ofner war als Athletin im Duathlon sowie im Triathlon aktiv. Sie startete 2009 in Klagenfurt erstmals bei einem Triathlon über die Ironman-Distanz (3,86 km Schwimmen, 180,2 km Radfahren und 42,195 km Laufen) und belegte als drittbeste österreichische Triathletin den elften Rang.

2011 wurde sie im Duathlon Staatsmeisterin auf der Kurz- als auch auf der Langdistanz und konnte dies 2012 erfolgreich wiederholen.
2013 wurde sie in Weyer zum dritten Mal Staatsmeisterin auf der Duathlon-Langdistanz und im September Siebte bei der Duathlon-Weltmeisterschaft auf der Langdistanz.
Im April 2014 wurde sie österreichische Duathlon-Vizestaatsmeisterin auf der Langdistanz (10 km Laufen, 100 km Radfahren und 20 km Laufen). 
Seit 2014 tritt sie nicht mehr international in Erscheinung.
Simone Helfenschneider-Ofner lebt mit ihrem Mann  in ihrem Geburtsort Mariahof.

## Sportliche Erfolge
| Datum/Jahr    | Rang | Wettbewerb                               | Austragungsort    | Zeit     | Bemerkung |
| ------------- | ---- | ---------------------------------------- | ----------------- | -------- | --- |
| 27. Okt. 2013 | 2    | Powerman Malaysia                        | Putrajaya         | 03:20    | hinter der Tschechin Radka Vodičková                                                                                 |
| 21. Apr. 2013 | 8    | Powerman Duathlon European Championships | Horst aan de Maas | 03:10:01 | Duathlon-Europameisterschaft                                                                                         |
| 20. Apr. 2013 | 2    | ÖTRV Staatsmeisterschaft Duathlon        | Mils              |          | |
| 12. Okt. 2012 | 1    | Powerman Italy                           | Valdremara-Lecco  | 02:54:20 | 10 km Laufen, 75 km Radfahren und 10 km Laufen                                                                       |
| 16. Sep. 2012 | 1    | ÖTRV Staatsmeisterschaft Duathlon        | Deutschlandsberg  |          | |
| 8. Mai 2011   | 1    | ÖTRV Staatsmeisterschaft Duathlon        | Zeltweg           | 01:44:11 | Zweite hinter der Deutschen Ulrike Schwalbe beim VBA-Duathlon und damit Staatsmeisterin auf der Duathlon-Kurzdistanz |

| Datum/Jahr    | Rang | Wettbewerb                                     | Austragungsort | Zeit     | Bemerkung |
| ------------- | ---- | ---------------------------------------------- | -------------- | -------- | --- |
| 27. Apr. 2014 | 2    | ÖTRV Staatsmeisterschaft Duathlon Langdistanz  | Mürzzuschlag   | 05:39:32 | österreichische Duathlon-Vizestaatsmeisterin auf der Langdistanz (10 km Laufen, 100 km Radfahren und 20 km Laufen) beim Mürzman Extrem-Duathlon |
| 8. Sep. 2013  | 7    | ITU Long Distance Duathlon World Championships | Zofingen       | 07:33:09 | Duathlon-Weltmeisterschaft |
| 18. Aug. 2013 | 1    | ÖTRV Staatsmeisterschaft Duathlon Langdistanz  | Weyer          |          | |
| 19. Aug. 2012 | 1    | ÖTRV Staatsmeisterschaft Duathlon Langdistanz  | Weyer          | 04:17:02 | Zweite beim Powerman Austria hinter der Dänin Susanne Svendsen und damit österreichische Duathlon-Staatsmeisterin auf der Langdistanz           |
| 19. Aug. 2011 | 1    | ÖTRV Staatsmeisterschaft Duathlon Langdistanz  | Weyer          | 04:23:48 | Vierter Rang beim Powerman Austria; Staatsmeisterin auf der Langdistanz (15,6 km Laufen, 82,4 km Radfahren und 7,3 km Laufen)                   |

| Datum/Jahr    | Rang | Wettbewerb        | Austragungsort | Zeit     | Bemerkung                                                             |
| ------------- | ---- | ----------------- | -------------- | -------- | --------------------------------------------------------------------- |
| 24. Aug. 2013 | 2    | Austria-Triathlon | Podersdorf     | 09:31:15 | Vizestaatsmeisterin auf der Langdistanz                               |
| 30. Juni 2013 | 6    | Ironman Austria   | Klagenfurt     | 09:19:36 |                                                                       |
| 3. Juli 2011  | 6    | Ironman Austria   | Klagenfurt     | 09:11:37 |                                                                       |
| 5. Juli 2009  | 11   | Ironman Austria   | Klagenfurt     | 09:52:01 | bei ihrer Ironman-Premiere als drittbeste österreichische Triathletin |

(DNF – Did Not Finish)